# Мусиенко, Иван Данилович
Иван Данилович Мусиенко — советский хозяйственный, государственный и политический деятель, Герой Социалистического Труда.

## Биография
Родился в 1919 году в селе Терешковка (ныне Сумская область). Член ВКП(б).
С 1940 года — на хозяйственной, общественной и политической работе. В 1940—1984 гг. — в РККА, краснофлотец, участник Великой Отечественной войны, краснофлотец, в послевоенное время — заведующий клубом Сумского рафинадного завода, заместитель председателя райпотребсоюза, председатель Тучненского сельского совета Белопольского района, председатель колхоза имени Ленина Белопольского района Сумской области.
Указом Президиума Верховного Совета СССР от 31 декабря 1965 года присвоено звание Героя Социалистического Труда с вручением ордена Ленина и золотой медали «Серп и Молот».
Избирался депутатом Верховного Совета СССР 7-го, 8-го, 9-го, 10-го созывов.